# Brig (Vižinada)
Pour les articles homonymes, voir Brig.
Brig (en italien : Monteritossa) est une localité de Croatie située en Istrie, dans la municipalité de Vižinada, dans le comitat d'Istrie. En 2001, la localité comptait 112 habitants.

## Démographie
| 1948 | 1953 | 1961 | 1971 | 1981 | 1991 | 2001 |
| ---- | ---- | ---- | ---- | ---- | ---- | ---- |
| 218  | 212  | 188  | 165  | 122  | 116  | 112  |